# Xã hội hóa (xã hội học)

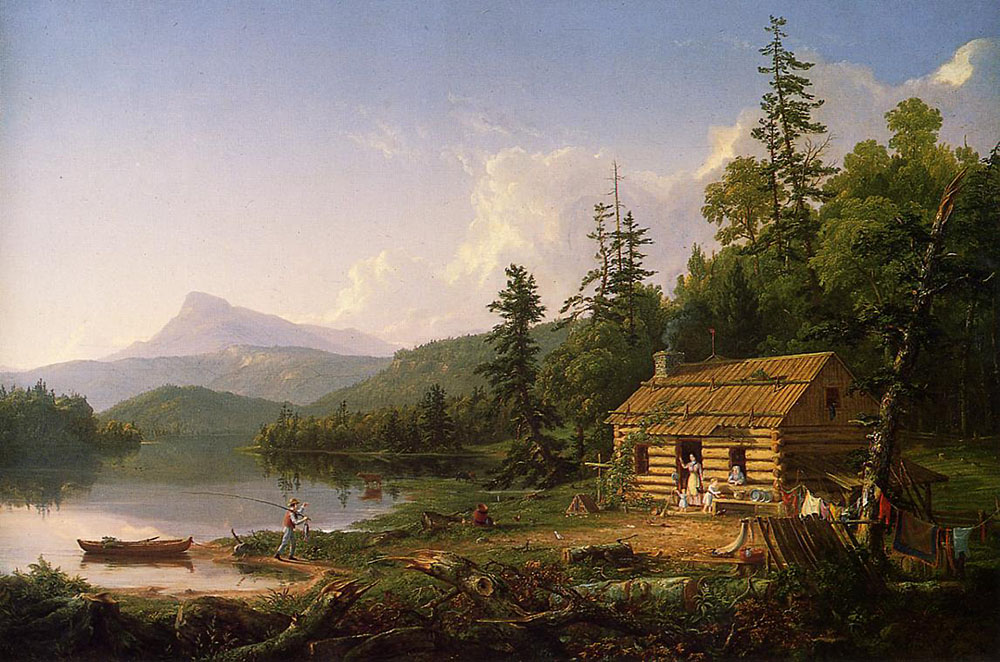
Cảnh sinh hoạt của một gia đình

Xã hội hóa là một khái niệm của nhân loại học và xã hội học được định nghĩa là một quá trình tương tác xã hội kéo dài suốt đời qua đó cá nhân phát triển khả năng con người và học hỏi các mẫu văn hóa của mình. Nói một cách khác, đó chính là quá trình con người liên tục tiếp thu văn hóa vào nhân cách của mình để sống trong xã hội như là một thành viên.

## Vai trò của xã hội hóa
- Xã hội hóa là nền tảng quan trọng của loài người, không như các sinh vật khác, con người cần phải có hiểu biết xã hội để sống. Ngoài sự tồn tại có tính chất sinh học đơn thuần, kinh nghiệm xã hội tạo ra nhân cách của mỗi con người. Hiểu theo nghĩa đơn giản, nhân cách chính là hệ thống tư duy, cảm xúc và hành vi có tổ chức trong đó con người suy nghĩ, nhận thức về thế giới, về bản thân mình cũng như phản ứng, hành động trong tương tác xã hội. Chỉ có thông qua sự hình thành và phát triển của nhân cách, loài người mới trở nên khác biệt với tất cả các loài động vật khác, chỉ có loài người mới tạo ra được văn hóa và mỗi con người, với tư cách là một thành viên của xã hội tiếp thu văn hóa vào nhân cách của mình. Những trường hợp bị cách ly hoàn toàn với đời sống xã hội cho thấy cá thể rơi vào hoàn cảnh đó hầu như chỉ tồn tại sinh học, hoàn toàn vô cảm và không có biểu hiện phẩm chất xã hội nào thường gặp ở con người. Đã từng có những tranh biện và bất đồng về tầm quan trọng tương đối của yếu tố sinh học và yếu tố xã hội trong sự phát triển của con người hay nói ngắn gọn là cái gì hình thành nên nhân cách, bản chất hay dưỡng dục. Ngày nay, hầu hết các nhà khoa học xã hội đều vượt khỏi chuyện tranh biện đó, bởi hiểu rõ sự tương tác của các biến ấy trong việc định hình sự phát triển của con người.[2]. Các yếu tố sinh học, di truyền có ảnh hưởng đến đời sống con người chẳng hạn trong việc di truyền trí thông minh, một số đặc điểm nhân cách (như phản ứng khi bị kích thích), khả năng thiên bẩm trong một số hoạt động (như nghệ thuật, âm nhạc)... nhưng sự phát triển nhân cách chịu ảnh hưởng của yếu tố dưỡng dục nhiều hơn là sinh học tự nhiên. Bản tính con người là sáng tạo, học hỏi và bổ sung văn hóa. Vì thế, đúng ra đang ở vị thế đối lập, bản tính con người và giáo dục thực ra không thể chia cắt.[3]
- Xã hội hóa không chỉ quan trọng đối với đời sống của cá nhân, nó giúp cho xã hội phát triển được liên tục, có lịch sử, có hiện tại và có tương lai. Kinh nghiệm xã hội luôn tồn tại trong xã hội, mọi xã hội đều dạy cho các thành viên mới về nó và quá trình diễn ra liên tục từ thế hệ này sang thế hệ khác, vượt qua đời sống của một cá nhân.

## Tác nhân xã hội hóa

### Gia đình
Gia đình là tác nhân xã hội hóa đầu tiên và quan trọng, khi mới sinh ra, con người hoàn toàn phụ thuộc vào người khác trong việc đáp ứng các nhu cầu của mình. Đối với hầu hết các cá nhân, gia đình là tập thể cơ bản đầu tiên, dạy cho trẻ em những kinh nghiệm xã hội, các giá trị, tiêu chuẩn văn hóa và dần dần trẻ em kết hợp được nó vào ý thức của cá nhân. Thông qua quá trình đó, gia đình không chỉ đưa trẻ em đến với thế giới hữu hình mà còn đặt chúng vào trong xã hội. Nhiều nhà xã hội học cho rằng các đặc điểm như chủng tộc, tôn giáo, dân tộc, đẳng cấp xã hội...đều được gia đình truyền thụ trực tiếp cho trẻ em và trở thành một phần trong khái niệm cái tôi của trẻ. Trước khi đứa trẻ đủ lớn khôn để thực sự hiểu được vấn đề thì nó đã có thể nắm bắt được vị trí của mình trong cấu trúc xã hội do gia đình xác lập. Trong quá trình trưởng thành, vị trí nắm bắt được này có thể được cá nhân tìm cách thay đổi nhưng dù sao chăng nữa, cá nhân đó phải giải quyết nó. Gia đình cũng là nơi đầu tiên truyền cho những thành viên mới sinh ra của xã hội những ý niệm về giống phái, giới tính, trên lĩnh vực này, phần lớn những gì chúng ta xem là bẩm sinh ở bản thân thực ra đều là sản phẩm của văn hóa, kết hợp vào nhân cách của chúng ta thông qua xã hội hóa. Cũng chính tại gia đình, trong hầu hết các nền văn hóa, trẻ nhỏ được dạy rằng con trai cần phải mạnh mẽ, dũng cảm..., con gái cần phải dịu dàng....Xã hội hóa giới tính luôn là một trong những chức năng quan trọng nhất của gia đình. Tuy vậy cần lưu ý rằng không phải tất cả những gì gia đình truyền thụ cho trẻ em đều là có chủ ý, trẻ em còn bị ảnh hưởng và học hỏi ở chính môi trường được tạo ra trong gia đình. Những gì đứa trẻ dần nhận thức về bản thân mình như mạnh mẽ hay yếu ớt, thông minh hay tối dạ, được yêu thương và tha thứ hay bị ghét bỏ... cũng như về thế giới như thế giới này đáng tin cậy hay đầy rủi ro, nguy hiểm... có vai trò rất quan trọng của xã hội hóa trong gia đình

### Giáo dục ở nhà trường

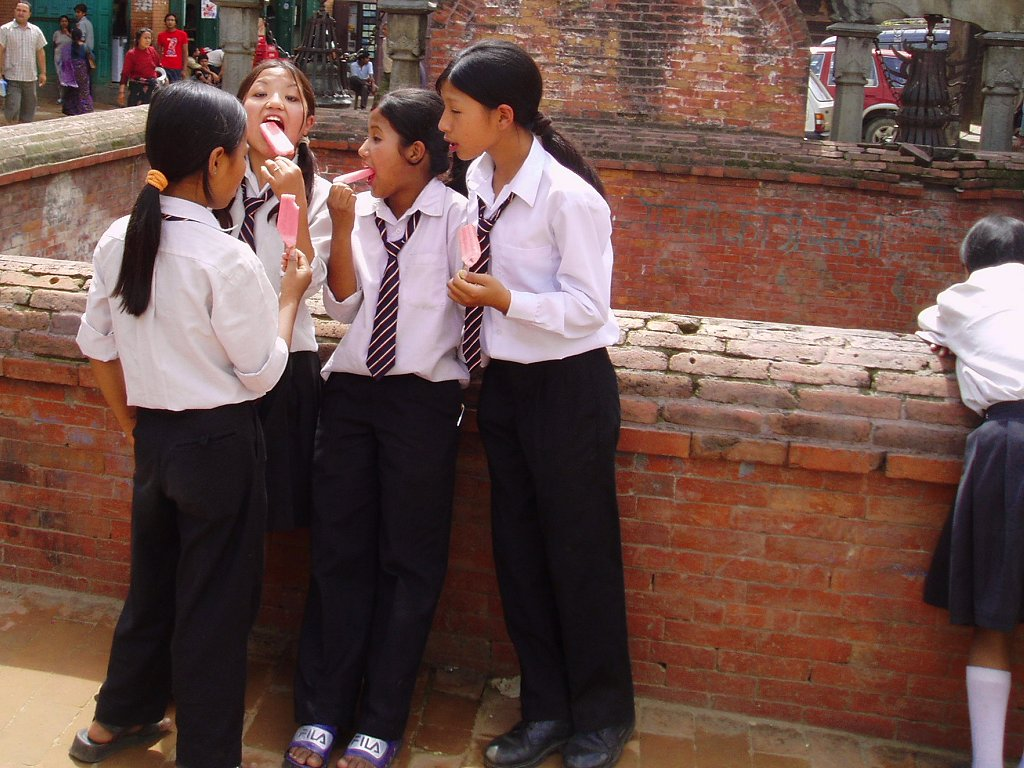
Trường học - tác nhân xã hội hóa quan trọng

Nhà trường là nơi con người bắt đầu được tiếp xúc với tính đa dạng xã hội, tương tác với những thành viên không phải trong tập thể cơ bản là gia đình mình, được dạy dỗ nhiều điều khác với nền tảng trong gia đình. Nhà trường cung cấp cho trẻ em những kiến thức và kỹ năng từ thấp đến cao, từ đơn giản đến phức tạp mà có những thứ không phải các thành viên lớn tuổi trong gia đình của chúng đã được hấp thụ. Tính đa dạng xã hội ở nhà trường thường tạo ra nhận thức rõ ràng hơn về vị trí của mình trong cấu trúc xã hội đã hình thành trong quá trình xã hội hóa ở gia đình. Thông qua tương tác với các thành viên khác, trẻ nhận biệt thêm những khía cạnh của chủng tộc, giới tính, đẳng cấp giàu nghèo... Trường học cũng là bộ máy hành chính đầu tiên mà hầu hết trẻ em được tiếp xúc, những thời khóa biểu, nội quy... cho chúng có ý niệm về một nhóm, tổ chức lớn cũng như vai trò là một bộ phận trong đó. Ngoài những gì được in thành sách giáo khoa, giáo dục ở nhà trường còn có một thứ mà các nhà xã hội học, giáo dục học gọi là chương trình giảng dạy ẩn hay giáo dục ẩn. Nó cũng góp phần hình thành nên những giá trị, tiêu chuẩn văn hóa quan trọng. Các môn thể thao ngoài rèn luyện thể chất còn dạy cho trẻ tinh thần thi đua; nam và nữ được hướng đến những gì cho là phù hợp với giới tính theo quy ước: nữ sinh được khuyến khích nhiều hơn đến các môn khoa học xã hội và nhân văn còn nam sinh thì đến các môn khoa học tự nhiên... Một khía cạnh khá quan trọng của giáo dục ẩn là việc đánh giá kết quả học tập về cơ bản được dựa trên các tiêu chuẩn phổ biến chứ không phải các quan hệ cá nhân cụ thể như trong gia đình, điều này tác động mạnh đến sự tự nhận thức bản thân của trẻ em. Theo các lý thuyết gia duy xung đột thì giáo dục chịu ảnh hưởng của văn hóa thống trị xét trên góc độ những giá trị được đưa vào để giảng dạy cũng như trên tổng thể, nó có xu hướng khuyến khích duy trì nguyên trạng.

### Bạn bè
Theo George Hebert Mead, nhóm bạn cùng lứa tuổi là những người khác quan trọng. Hầu hết trẻ em đã có nhóm bạn, thường là cùng lứa tuổi, cùng mối quan tâm và quan điểm xã hội ở trường học hay gần nơi cư trú. Đây là bối cảnh khác với gia đình, trường học khi mà trẻ có thể tham gia các hoạt động không hoặc ít có sự giám sát trực tiếp của người lớn. Trong nhóm bạn, vai trò độc lập của cá nhân góp phần hình thành các kinh nghiệm trong quan hệ xã hội cũng như ý thức về bản thân khác với những gì có trong gia đình. Nhóm bạn cũng tạo ra cơ hội cho các thành viên chia sẻ, thảo luận về các mối quan tâm mà trong đó có những cái thường không làm được điều tương tự với cha mẹ hay các thầy cô giáo. Vai trò của nhóm bạn có vai trò quan trọng nhất ở lứa tuổi thiếu niên và thanh niên, đặc biệt là khi các thành viên bắt đầu sống xa gia đình và trong quá trình xã hội hóa thường phát sinh mâu thuẫn giữa gia đình với nhóm bạn. Mâu thuẫn này được tạo ra do sự khác biệt về thế hệ trong khi các mẫu văn hóa luôn thay đổi hoặc do mối quan tâm của gia đình thường có tính chất định hướng, mục tiêu dài hạn trong khi nhóm bạn lại tạo ra những sở thích nhất thời, ngắn hạn...Tuy nhiên, trong khi tham gia nhóm bạn, các thành viên dễ có xu hướng tuân thủ và đánh giá tích cực về nhóm của mình đồng thời nhận dạng một cách đối lập thậm chí tiêu cực với nhiều nhóm khác. Trên một khía cạnh khác, nhóm bạn cũng có khi tạo ra tác động rất tiêu cực đến thành viên của nhóm đó hoặc nhóm khác bằng cách cùng hành động để ruồng bỏ, làm xấu hổ thậm chí hành hạ người đó.

### Phương tiện truyền thông đại chúng
Ngày nay nhiều trẻ em tiếp xúc với truyền hình trước khi được đi học và hàng ngày phương tiện truyền thông đại chúng cung cấp cho một số lượng đông đảo các thành viên xã hội những thông tin đa dạng và có tác động lớn đến suy nghĩ cũng như hành vi của họ. Truyền thông mang lại cho con người những kinh nghiệm xã hội, những mẫu văn hóa mang tính tiêu chuẩn dưới cách nhìn phổ biến. Các thành viên của xã hội đều chịu ảnh hưởng ở mức độ khác nhau do những gì mà các phương tiện truyền thông coi trọng hoặc xem nhẹ, đánh giá tích cực hay tiêu cực. Nó cũng là một kênh quan trọng để phổ biến văn hóa, giúp cho con người có thể hiểu được những mẫu văn hóa, những nền văn hóa khác. Truyền thông cũng làm cho các thành viên trong một xã hội gắn kết với nhau hơn thông qua những mối quan tâm chung, những giá trị chung đặc biệt là khi có những sự kiện nổi bật như một thảm họa, một vinh quang mà đội tuyển quốc gia giành được hay một cuộc chiến tranh bùng nổ... Tuy vậy, các phương tiện truyền thông cũng có những vấn đề của nó. Truyền thông rất ít hoặc không mang tính tương tác, khán thính giả không thể thảo luận hay bày tỏ thái độ trực tiếp với những người làm ra chương trình truyền thông. Chính vì thế, vượt xa rất nhiều những gì mà truyền thông đưa đến như một nguồn giải trí, nó là một phương tiện lập trình thái độ và niềm tin của chúng ta. Vì lý do đó, các vấn đề như quảng cáo, bạo lực, lối sống... trên các phương tiện thông tin đại chúng thường là chủ đề gây tranh cãi. Mặt khác, nhiều nhà xã hội học, đặc biệt là các lý thuyết gia duy xung đột cho rằng truyền thông thể hiện ý thức hệ chủ đạo, nó có khuynh hướng thể hiện quyền lợi của phần tử ưu tú, uy tín với màu sắc thiên vị, trong khi mô tả những người không thừa nhận hệ thống bằng những từ tiêu cực. Thông qua thời lượng cũng như cách thức của những gì được chuyển tải qua các phương tiện truyền thông, xã hội bị ảnh hưởng bởi những khuôn mẫu, giá trị... mà nó thể hiện cũng như quyền lợi của những nhóm thứ yếu bị xem nhẹ vì họ không nắm giữ các phương tiện truyền thông.

### Các tác nhân khác
Một số tác nhân khác tham gia vào quá trình xã hội hóa. Chỗ làm việc là một tác nhân quan trọng vì nếu đang trong độ tuổi lao động và không thất nghiệp thì thời gian ở chỗ làm việc chiếm một phần lớn. Với những kiến thức, kỹ năng đã thu nhận được, ở chỗ làm việc, con người tiếp tục được xã hội hóa thành nghề nghiệp và ứng xử phù hợp với nghề nghiệp đó. Dấu ấn của nghề nghiệp trong xã hội hóa có thể thấy rõ qua bệnh nghề nghiệp. Ngoài tập thể chính, con người cũng chịu tác động của dư luận - thái độ của những người trong xã hội về các vấn đề đang tranh cãi và cá nhân thường hành động theo hướng thích ứng với thái độ của những người khác để tránh bị xem là khác biệt hoặc gán nhãn hiệu lệch lạc. Tôn giáo, nhà nước cũng là những tác nhân xã hội hóa. Những nghi lễ tôn giáo và những quy định của nhà nước (như độ tuổi được phép lái xe, độ tuổi kết hôn, độ tuổi có thể hút thuốc lá hoặc uống rượu...) cũng định hình nhận thức, hành vi của các cá nhân.

## Xã hội hóa và dòng đời

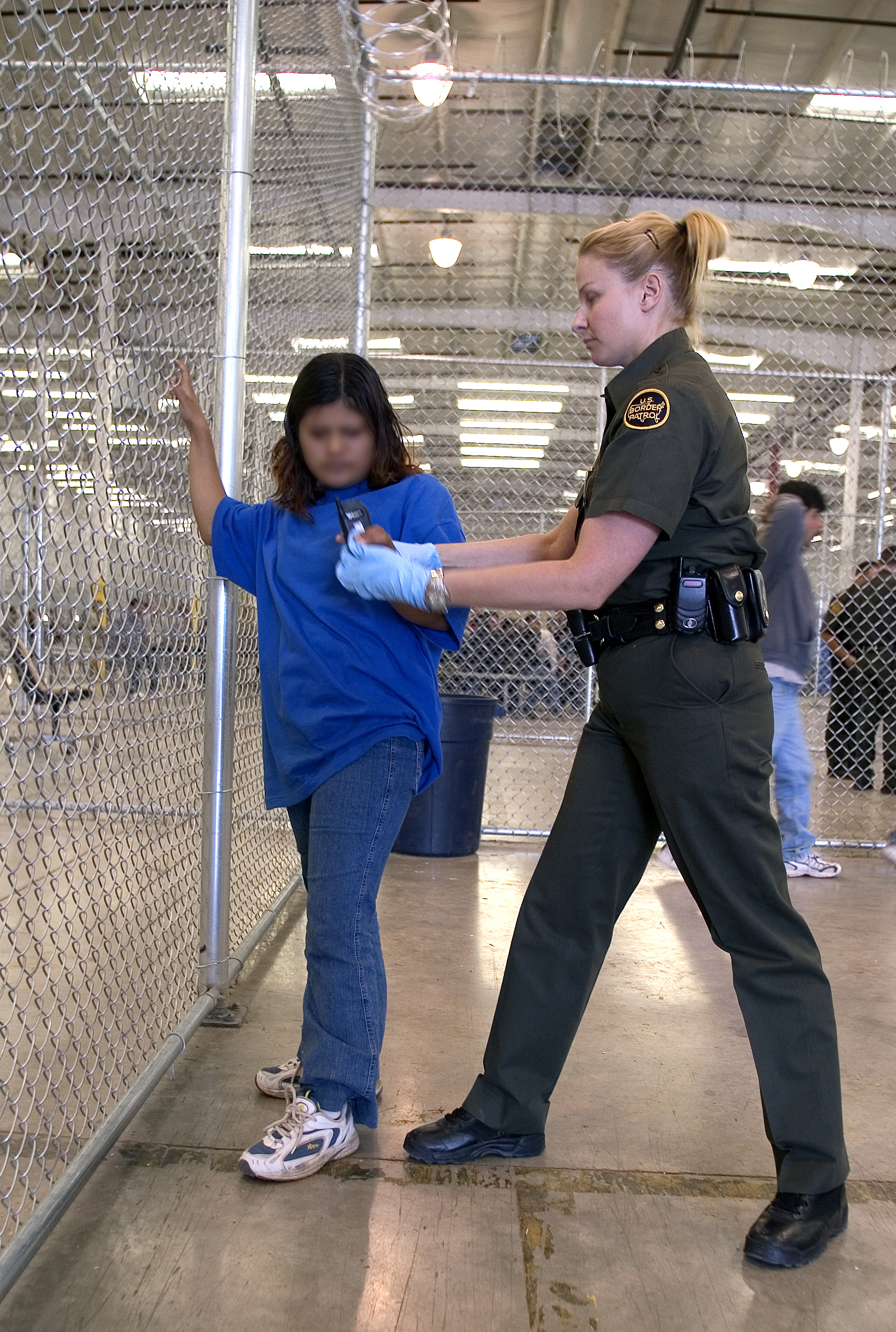
Nhà tù - một định chế toàn diện

Xã hội hóa liên tục diễn ra trong suốt chu kỳ đời sống của một con người, mặc dù không phải là yếu tố quyết định, những thay đổi về sinh học tạo ra khuôn hành vi của từng cá nhân. Tùy thuộc vào giới tính, nơi sinh sống, hoàn cảnh kinh tế,... thậm chí cả thời đại mà một người được sinh ra, họ được xã hội hóa rồi ghi dấu ấn đánh dấu từng giai đoạn trong dòng đời dưới hình thức như nhận bằng tốt nghiệp chương trình giáo dục, đào tạo các cấp; tham gia lao động; kết hôn; làm cha mẹ rồi sống những năm tháng tuổi già với sự đối mặt với cái chết. Các nhà xã hội học thường phân đoạn chu kỳ đời sống thành bốn giai đoạn: thơ ấu, thanh niên, trưởng thành và tuổi già. Ở những xã hội khác nhau và giữa các cá nhân khác nhau trong một xã hội, khoảng thời gian của từng giai đoạn cũng khác nhau thậm chí có thể không có. Tuổi ấu thơ, sự xã hội hóa diễn ra trong sự quan tâm, bảo vệ của người lớn; đến thời thanh niên, những hành vi, nhận thức thường bị xáo trộn; nhân cách về cơ bản đã định hình ở tuổi trưởng thành và cá nhân thường đạt được những thành tựu chủ yếu; khi về già và đối mặt với cái chết con người lại gặp phải thách thức xã hội to lớn. Mỗi giai đoạn trong chu kỳ đời sống là sự thể hiện của kết cấu kinh nghiệm xã hội đồng thời cho thấy những gì con người đã tiếp thu được những điều gì mới lạ trong quá trình xã hội hóa không ngừng.

## Xã hội hóa trước và xã hội hóa lại
Xã hội hóa trước (tiếng Anh: anticipatory socialisation) là quá trình xã hội hóa mà trong đó cá nhân được chuẩn bị, làm quen cho các vị trí, nghề nghiệp, quan hệ xã hội...Việc đó không những giúp ích cho cá nhân khi thực sự đảm nhận chúng mà còn khiến cho xã hội có thể vận hành một cách thuận lợi hơn. Các tác nhân xã hội hóa làm cho cá nhân nhận thức được những tiêu chuẩn, giá trị, cách ứng xử... gắn liền với vị trí xã hội của mình trước khi đảm đương vị trí này và quá trình đó lại tiếp tục khi người đó chuẩn bị đảm nhiệm một vị trí mới. Việc đảm nhiệm vị trí mới có khi dẫn đến sự đào thải các tiêu chuẩn, giá trị... cấu trúc nên hành vi mà một người đã thu nhận được trước đây - quá trình xã hội hóa lại (tiếng Anh: resocialisation). Tiến trình xã hội hóa lại nói chung bao hàm một sự khẩn trương rất lớn đối với cá nhân đó, lớn hơn rất nhiều so với sự xã hội hóa nói chung hay thậm chí so với cả sự xã hội hóa trước.. Xã hội hóa lại thường xảy ra khi có một nỗ lực mạnh mẽ nhằm thay đổi một cá nhân như trong các trường cải huấn, trại cải tạo... và nó trở nên đặc biệt có hiệu quả khi được tiến hành trong những định chế toàn diện nhằm điều tiết gần như mọi khía cạnh trong đời sống con người dưới một quyền lực duy nhất như nhà tù, bệnh viện tâm thần, nhà tu kín... Do định chế toàn diện nhìn chung cách ly với còn lại của xã hội nên định chế này cung cấp mọi nhu cầu của các thành viên trong đó. Do có cùng hoàn cảnh, sống dưới một định chế theo luật lệ và thời gian biểu như nhau nên trong định chế toàn diện tính cá nhân của các thành viên thường mờ nhạt thậm chí mất đi.